# Монтандон, Шарль Анри
Шарль Анри́ Монтандо́н (фр. Charles Henri Montandon; не позднее 1795, предп. Невшатель — не ранее 1845, Таврическая губерния) — коммерсант родом из Швейцарии, действовал на юге Российской империи, главным образом в Новороссии, известен как автор первого путеводителя по Крыму. В ходе своих коммерческих поездок хорошо изучил полуостров и сумел изложить научные и практические сведения о нём в форме, близкой к современным представлениям о туристическом путеводителе (фр. guide). Он получил широкое признание у современников. В настоящее время это издание рассматривается как важный источник для крымоведения.

## Биография
Ранняя биография Ш.-А. Монтандона и точная история прибытия его в Российскую империю неизвестна. Родиной его являлся кантон Невшатель, но это известно не из официального документа о рождении, а из политического доноса, который, впрочем, подтверждён заявлениями самого Монтандонта и фактами его знакомств. По данным научного сотрудника Института археологии и антиковедения Лозаннского университета Паскаля Бургундера, фамилия Монтандон весьма распространена в кантоне Невшатель. В 1913 году Ф.-Ж. Монтандон издал в Женеве труд «Les Montandon. Origine. Histoire. Généalogie» (Монтандоны. Происхождение. История. Генеалогия). В книге упомянуты и четверо братьев Монтандон, которые служили в наполеоновской армии, участвовали в походе на Москву, а после поражения французов остались в России. Есть вероятность, что один из этих офицеров и есть Ш.-А. Монтандон, однако документально это не подтверждено.
Имеются данные о посещении Одессы масоном Монтадоном X (К). Г. И. в 1821 году, но точное написание фамилии и инициалы отличны, потому отождествление этого лица с Шарлем Анри предположительно. Первое газетное упоминание о нахождении Монтандона в Одессе относится к 1823 году. В «Journal d’Odessa» за 24 ноября 1823 исследователь О. И. Губарь нашёл имя Монтандона в списке грузополучателей Одесского порта: для Монтандона на русском бриге «Афина» в октябре 1823 прибыли из Франции «пять ящиков различных товаров». Летом 1824 года подданному Швейцарии Монтандону как человеку, постоянно живущему в Одессе, был выдан полицейский паспорт для посещения обеих российских столиц. В 1825 году Монтандон вместе с женою Генриеттою был отнесён ко второй гильдии одесского купечества, получил документы на право торговли и билеты на три торговые лавки. Его капитал оценивался в 20 тысяч рублей.
Предположительно, он был знаком с А. С. Пушкиным ещё во время пребывания того в Одессе. Документально подтверждён факт их более поздней переписки. Текст письма: «Милостивый государь, прошу вас соблаговолить принять эту книгу взамен того, что я у вас похитил предумышленно. Спешу воспользоваться этим случаем, чтобы заверить вас в совершенном уважении, с которым я имею честь быть, милостивый государь, вашим нижайшим и покорнейшим слугой. Монтандон, Одесса, 1 апреля 1834.
Я поселился в Симферополе. Если вам понадобятся какие-либо сведения или что другое, прошу вас вполне располагать мною».
К письму, отправленном Монтандоном Пушкину в 1834 году, был приложен подарочный экземпляр «Путеводителя». В личной библиотеке поэта сохранился этот экземпляр с дарственной надписью: «A Monsieur A. Pouchkine hommage de l’Auteur. Odessa 3 Avril 1834» [Господину А. Пушкину с уважением от автора. Одесса, 3 апреля 1834].
В 1825 году Монтандон занимался развитием своего торгового дела. В Одесском областном архиве Г. Д. Зленко удалось найти данные о двух существовавших единицах хранения: «Об учреждении торговой Одесской черноморской компании купца Ментондона» и «Об учреждении в Одессе компании купца Монтандона для приготовления и отправки в чужие края муки». Один из первых историков Одессы А. А. Скальковский упоминает, что в 1828 году Монтандон был пассажиром на первом рейсе парохода «Одесса». По его сведениям, Монтандон «открыл в Крыму мраморные и порфирные ломки, из которых выстроен прекрасный домик в Алупке и высекают прелестные вазы в Симферополе».
В ходе поездок по Крыму Монтандон накопил солидный фактический материал о полуострове, «переоткрыл» ряд местных примечательностей. В начале 1830-х он задумался над изданием книги, которая вышла в свет в 1834 году. Работе Монтандона над путеводителем содействовал в том числе и губернатор М. С. Воронцов. Исследовательница И. В. Тункина обращает внимание на работу Н. Н. Мурзакевича, посвященную деятельности М. С. Воронцова, там Монтандон упоминается среди лиц, «путешествующих с учеными целями» при спонсорстве или покровительстве М. С. Воронцова.
Большой пласт архивных документов, введённых в научный оборот в 1990—2000 годах Ореховым В. В., Ореховой Л. А., Губарем О. И., упоминают Монтандона в скандальной истории с супругой инспектора врачебной управы Таврической губернии П. И. Ланга. Июстиния (Устиния) Андреевна Ланг покинула мужа и стала «почти открыто» жить в Симферополе с иностранцем Монтандоном. Ланг в 1835 году обратился с жалобой к начальнику Третьего отделения, шефу жандармов А. X. Бенкендорфу (русскоязычная копия имеется в Одесском областном архиве). Помимо личных претензий Ланг выставляет Монтандона неблагонадёжным лицом, «подозрительным бродящим вояжером» и «космополитом обеих гелиосфер», упоминает о его связях с вольнодумцами в Невшателе. Бенкендорф, получив жалобу, запросил мнение по этому делу у генерал-губернатора Новороссийского края М. С. Воронцова, который ответил следующее:
«Дело сие точно частное и, касаясь мужа и жены, подлежит не гражданскому разбирательству, а суду духовному, к которому Ланг до сего времени вовсе не обращался, а посему и не имеет никакого права роптать на недостаточность правосудия. Связи г-на Монтандона с г-жою Ланг мне не известны и не должны быть известны. Я часто встречаю сего иностранца в разных частях Крыма по занятиям весьма полезным и вижу его также в Одессе, куда он приезжал в последний раз для напечатания своего сочинения „Guide du voyageur en Crimee“. Могу сказать утвердительно только то, что в продолжение долговременного пребывания Монтандона в здешнем крае ничего сомнительного в политическом отношении за ним не замечено. Наведение на него Лангом важнейшей при другой на него жалобе, очевидно, доказывает, что оное есть не что иное, как следствие одной только личности.
В таком разе удовлетворение домогательства г. Ланга о высылке Монтандона за границу было бы несовместно с кротостию и справедливостию тех правил, коими постоянно пользуется наше правительство в отношении к иностранцам пребывание в империи токмо тем из них, которые оказываются враждебными, напротив того всячески защищая и покровительствуя тем, кто, подобно Монтандону, ведут жизнь мирную и для общества не бесполезную».
В итоге санкций от властей к Монтандону в связи со скандальной частной историей применено не было. Спустя два года, в 1837 году, Монтандон в Симферополе консультировал участников экспедиции А. Н. Демидова, таким образом, из страны он выслан не был. Более того, он не прервал и знакомства с Г-жой Ланг. В 1841 году путешественница, писательница Адель Омер де Гелль совершала вояж по Крыму вместе с мужем Ксавье, горным инженером. По итогам экспедиций по югу России супруги выпустили в Париже в 1843—1845 годах трёхтомное сочинение «Прикаспийские степи, Кавказ, Крым и южная Россия». Там в главе о пребывании на южном берегу Крыма Адель пишет: «Улу-Узень, куда мы добрались, — это узкая долина, выходящая к морю и принадлежащая г-же Ланг, которая покрыла её виноградниками и фруктовыми садами. Прелестное обиталище, где г-жа Ланг проводит круглый год, на самом деле — одно из самых великолепных мест побережья. <…> У г-жи Ланг мы встретили весьма любезного человека и большого почитателя Крыма, г. Монтандона, который создал для этого края прекрасный путеводитель, к которому иностранцы спешат прибегнуть, лишь только ступят на землю Тавриды».
О. Губарь приводит свидетельство О. П. Шишкиной в «Заметках русской путешественницы по России в 1845 году», где Монтандон упоминается в таком контексте: «Уже десять лет, как написал его [„Путеводитель“] поселившийся здесь [в Крыму] швейцарец Монтандон, но до сих пор он [„Путеводитель“] остается лучшею в этом роде книгою». Таким образом, предположительно и к 1845 году Монтандон находился в Крыму.

Дата смерти коммерсанта и писателя пока не установлена.

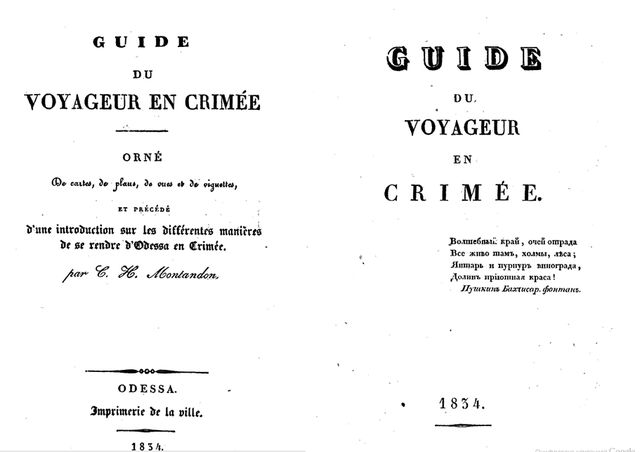
Первое издание, Одесса, 1834 год

## «Путеводитель путешественника по Крыму»
После путешествий по Тавриде в 1831—1833 годах Монтандон оформил свои путевые заметки в полноценный маршрутный справочник. Разрешение цензуры было получено 15 июля 1833 года. После подготовки корректуры и набора его «Путеводитель путешественника по Крыму, украшенный картами, планами, видами и виньетками и предваренный введением о разных способах переезда из Одессы в Крым» был издан в Одессе в 1834 году на французском языке.
Как указывает исследовательница Татьяна Долгодрова, книге Монтадона 1834 года предшествовали многие западноевропейские издания о путешествии в Крым. Среди них «Путешествие в Крым к берегам Чёрного моря в году 1803» Жана де Реуйи; «Поэтическое письмо о путешествии в Крым» Михаэля Космели; «Записки, повествующие об обычаях и костюмах крымских татар» Мэри Холдернесс; «Описание путешествия от северного берега Азовского моря в Крым» графа де Кастра; «Дневник путешествия в Крым, состоявшегося в 1825 году» К. Кашковски и другие. Печатались и сочинения русских авторов, например, И. М. Муравьев-Апостол напечатал «Путешествие в Таврию в 1820 году». Однако книга Монтадона первая, которая переросла жанр путевых заметок и построена как современный путеводитель.
Монтандон в качестве эпиграфа к своему труду избрал четверостишье из поэмы «Бахчисарайского фонтана» А. С. Пушкина, а саму поэму включил в каталог сочинений по Крыму:

Волшебный край, очей отрада,
Все живо там: холмы, леса
Янтарь и пурпур винограда,
Долин приютная краса!

В благодарность за помощь Монтандон начинает «Путеводитель…» с посвящения графу М. С. Воронцову.
Монтандон описывает маршруты, по которым можно добраться до Крыма, приводит краткую его историю. Даются справки о природе, климате, горах, гротах, каскадах, озёрах, реках, источниках с минеральной водой, а также сведения о сельском хозяйстве Крыма, мануфактурах, морской торговле, языках, религиях и народах. Отдельная глава посвящена описанию крымских татар. Приведён краткий крымскотатарский разговорник.

Подробно описаны почтовые станции в Крыму и сравнительные способы путешествия — на собственной лошади, на татарских повозках, на лошадях с извозчиком. Даётся описание всех главных городов и населённых пунктов Крыма и дорог, ведущих к ним, представлены карты. Путеводитель иллюстрирован — литографии исполнены по рисункам, сделанным с натуры А. Фаццарди, были переведены на камень мастером Боккаччини и выгравированы А. Брауном.

Рисунки с натуры А. Фаццарди, переведены на камень мастером Боккаччини, гравированы А. Брауном
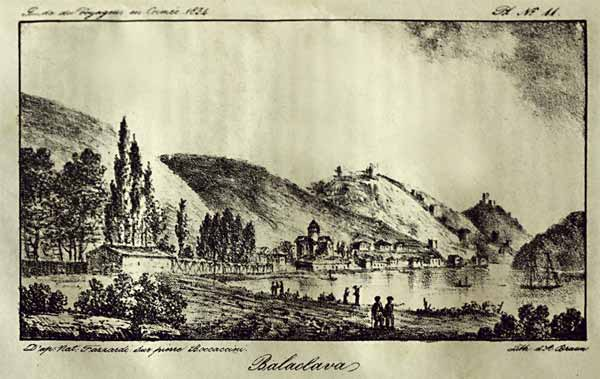
Вид Балаклавы
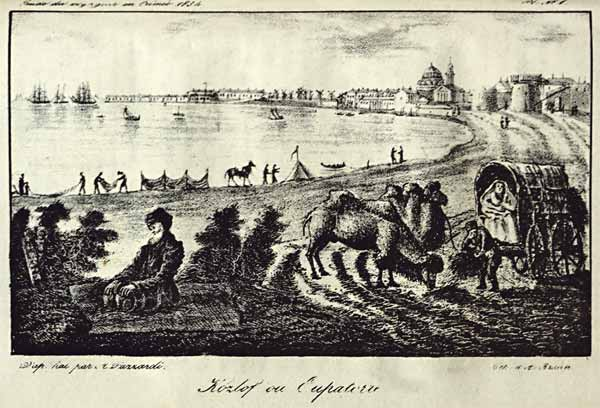
Вид Евпатории. (Старое название Козлов еще употребляется наравне с новым)
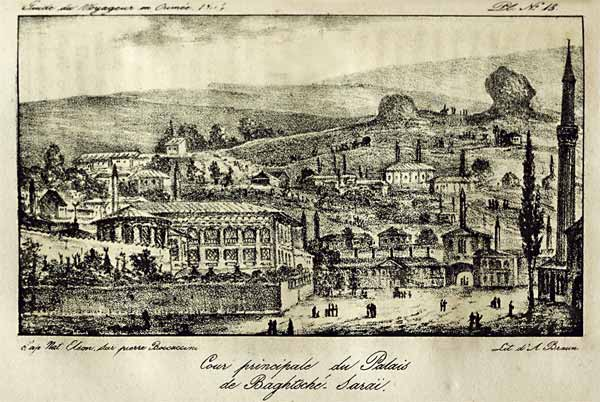
Вид на дворец хана в Бахчисарае. (Вид из внутреннего двора на север)
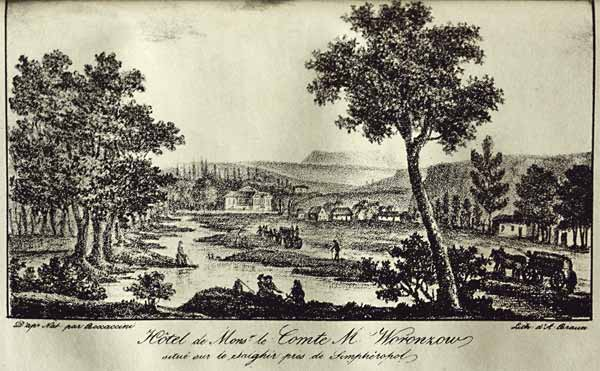
Вид на дворец графа М. С. Воронцова в Симферополе (ныне Ботанический сад ТА КФУ).

### Отзывы
Книга получила в целом благожелательные отзывы современников. Путешественник и меценат А. Н. Демидов пишет о встрече с ним 1837 года.
«Нас посетил господин Монтандон, автор полезной книги „Guide du voyageur en Crimée“; он родом из Швейцарии и, поселясь в Крыму, кажется, основательно изучил этот полуостров; суждения его весьма добросовестны. Мы много воспользовались ими для объяснения некоторых предметов нашего наблюдения; даже и некоторые мнения, принятые уже публикою, должны измениться».
Архиепископ Иннокентий жалуется на слабый интерес исследователей Крыма к церковной истории, при этом ставя Монтандона в один ряд с академиком:
«Таврида наша, с горами своими и священными воспоминаниями, кои пришли в забвение у православной России только по невниманию к ним гг. Кёппенов и Монтадонов (говоря сие, нисколько не думаем отнимать их ученого достоинства), представляет к тому [воссоздание древних обителей] единственное средство».
Большим достоинством издания был крымскотатарский разговорник. Сестра милосердия в Крымскую войну Е. М. Бакунина так вспоминала о своём общении с крымскими татарами: «Татарин, татарчонок лет десяти, ещё две татарки <…> хлопочут, чтобы развести самовар лучинами. Татарин режет их, а девочка подает, а я, с Монтандоном в руках, разговариваю с татарином, спрашиваю, скоро ли у него будет марушка (жена). <…> Все хохочут над моим татарским языком. <…> Мы в этой сакле большие приятели; старик хозяин, провожая нас, кричит: „Твой у моя!“ А я отвечаю: „Якши!“».

### Переиздания
Спустя более чем столетие труд Ш. Монтандона стал библиографической редкостью. Экземпляры хранятся в Бахчисарайском дворце-музее, в библиотеке «Таврика» Центрального музея Тавриды, в Научной библиотеке КФУ им. В. И. Вернадского. Они не обладают полным набором литографий (18 рисунков). Полный экземпляр хранится в Всероссийском музее А. С. Пушкина в Санкт-Петербурге.
В 1997 году, благодаря сокращённому переводу этого путеводителя на русский язык, крымоведы получили источник по историографии Крыма. Руководил коллективом переводчиков крымский филолог В. В. Орехов.
В 2011 году в Киеве вышел полный перевод с научными комментариями и предисловием от того же коллектива авторов.